# Кадикчан
Кадикчан (рус. Кадыкчан) напуштени је град у Русији, Сусумански рејон у Магаданској области.

## Положај
Налази се 65 км северозападно од града Сусуман на путу Магадан-Уст-Нера. Удаљен је 5.487 км источно од Москве.

## Историја
Насеље је настало током Великог отаџбинског рата као рударско место. Руднике и село су саградили затвореници, међу којима је био и руски писац Варлам Шаламов. Насеље је било подељено на три дела.
Након распада Совјетског Савеза, становници су били присиљени да се иселе како би им биле приступачније школе, медицинска нега и друго. Држава их је иселила у року од две седмице и пребацила у друга градска места где су добили нови смештај.
У новембру 1996. године се догодила експлозија у руднику, усмртивши шесторо људи. После експлозије, рудник је затворен. Међутим, чак и 2001. године у граду су остали људи. Али после 2010. је у потпуности опустео.
Био је то некада град са рудником калаја од 12.000 људи, данас је напуштен. Становници су у журби оставили своје ствари у кућама, тако да се могу видети стара одећа, играчке и други предмети широм напуштеног града.

## Становништво
| 1970. | 1979. | 1989. | 2002. | 2007. | 2010. |
| ----- | ----- | ----- | ----- | ----- | ----- |
| 3.378 | 4.764 | 5.794 | 875   | 227   | 0     |